# Szabad Polgárok Mozgalma (Szerbia)
A Szabad Polgárok Mozgalma (szerbül Pokret Slobodnih Građana) egy szerbiai politikai párt, melyet 2017. május 21.-én alapítottak meg. Székháza Belgrádban található.

## Története
Saša Janković emberi jogi aktivista, jogász 2017 februárjában jelentette be, hogy elindul a 2017-es szerbiai elnökválasztáson. A választáson végül a második helyezést érte el, igaz csak 17 százalékot szerzett. Az elnökválasztás sikerére hivatkozva Janković úgy döntött, hogy saját pártot alapít, amellyel el akar indulni a 2020-as szerbiai parlamenti választáson. A politikus egyben úgy döntött, hogy a parlamentbe kerülés esetén a Szerb Haladó Párt egyik ellenzéke lesz.
2018 decemberében Janković lemondott pártelnöki tisztségéről. Egy hónappal később egy pártkongresszuson Sergej Trifunovićot választották meg a párt vezetőjének.
A 2020-as parlamenti választáson végül elindult a párt, listáját 2020. június 5.-én adták le.

## A párt elnökei
- Saša Janković (2017–2018)
- Sergej Trifunović (2018–2020)
- Pavle Grbović (2020–)

## Választási eredmények
| Választás | Szavazatok száma | Szavazatok aránya | Mandátumok száma | Mandátumok aránya | Parlamenti szerepe |
| --------- | ---------------- | ----------------- | ---------------- | ----------------- | ------------------ |
| 2020-as   | 50 765           | 1,58%             | 0                | 0%                | nem jutott be      |
| 2022-es1  | 520 469          | 14,09%            | 3                | 1,2%              | ellenzék           |

1 az Egyesült Szerbia koalíció eredménye, melynek egyik tagja a Szabad Polgárok Mozgalma